# Институт биологии внутренних вод имени И. Д. Папанина РАН
Институ́т биоло́гии вну́тренних вод им. И. Д. Папа́нина — научно-исследовательский институт Российской академии наук, расположенный в посёлке Борок Некоузского района Ярославской области.

## История
Учреждение Российской академии наук Институт биологии внутренних вод им. И. Д. Папанина РАН создано в соответствии с постановлением Президиума Академии наук СССР от 21 сентября 1956 года № 515 как Институт биологии водохранилищ АН СССР. Постановлением Президиума Академии наук СССР от 12 октября 1962 года № 861 Институт биологии водохранилищ АН СССР переименован в Институт биологии внутренних вод АН СССР, которому в соответствии с распоряжением Президиума Академии наук СССР от 16 июля 1987 года № 10123-1158 присвоено имя знаменитого полярника, первого директора Института, доктора географических наук И. Д. Папанина, который сыграл большую роль в создании Института.
Постановлением Президиума Российской академии наук от 18 декабря 2007 года № 274 Институт биологии внутренних вод им. И. Д. Папанина Российской академии наук переименован в Учреждение Российской академии наук Институт биологии внутренних вод им. И. Д. Папанина РАН.

## Деятельность
Основным направлением научной деятельности Института является изучение экосистем континентальных вод. В одну из главных задач Института входит ежегодный мониторинг водохранилищ Волжского каскада (главным образом Рыбинского).

## Музеи
При Институте Биологии Внутренних вод работает музейный отдел, в рамках которого функционируют дом-музей Ивана Дмитриевича Папанина и дом-музей Николая Морозова. Также открыта комната-музей Фёдора Солнцева.
На базе лаборатории Экологии рыб созданы музей-аквариум «Рыбы Волги» и большая экспозиция, посвящённая тропическим пресноводным рыбам.

## Научные подразделения
- Лаборатория экологической биохимии
- Лаборатория популяционной биологии и генетики
- Лаборатория иммунологии
- Лаборатория экспериментальной экологии
- Лаборатория альгологии
- Лаборатория экологии рыб
- Лаборатория высшей водной растительности
- Лаборатория систематики и географии водных растений
- Лаборатория экологии водных беспозвоночных
- Лаборатория микробиологии
- Лаборатория экологической паразитологии
- Лаборатория гидрологии и гидрохимии
- Лаборатория физиологии и токсикологии

## Научно-вспомогательные подразделения
- Центр коллективного пользования электронной микроскопии
- Научная библиотека
- Музейный отдел
- Отдел флота
  - Научное судно «Борок» (с 1967 по 1992 год)
  - Научное судно «Академик Топчиев» (с 1968 года)[2].
- Стационар экспериментальных полевых и экспедиционных работ
- Экспериментальная мастерская
- Информационно-компьютерный центр

## Периодика
Институт Биологии внутренних вод им. И. Д. Папанина РАН выпускает научные журналы:
- «Биология внутренних вод». Главный редактор — д.б.н., академик РАН Д. С. Павлов. Периодичность — 4 номера в год.
- «Труды ИБВВ РАН». Главный редактор — д.г.н. С. А. Поддубный. Периодичность — 4 номера в год.